# Крезантинь
Крезанти́нь (фр. Crésantignes) — коммуна во Франции, находится в регионе Шампань — Арденны. Департамент — Об. Входит в состав кантона Буйи. Округ коммуны — Труа.
Код INSEE коммуны — 10116.
Коммуна расположена приблизительно в 150 км к юго-востоку от Парижа, в 95 км южнее Шалон-ан-Шампани, в 18 км к югу от Труа.

## Население
Население коммуны на 2008 год составляло 273 человека.
| 1962 | 1968 | 1975 | 1982 | 1990 | 1999 | 2008 |
| ---- | ---- | ---- | ---- | ---- | ---- | ---- |
| 168  | 208  | 202  | 256  | 277  | 269  | 273  |

## Экономика
В 2007 году среди 185 человек в трудоспособном возрасте (15—64 лет) 135 были экономически активными, 50 — неактивными (показатель активности — 73,0 %, в 1999 году было 77,6 %). Из 135 активных работали 128 человек (67 мужчин и 61 женщина), безработных было 7 (3 мужчины и 4 женщины). Среди 50 неактивных 11 человек были учениками или студентами, 24 — пенсионерами, 15 были неактивными по другим причинам.

## Достопримечательности
- Музей старинных инструментов и приборов[3]
- Церковь Сен-Себастьен (XVIII век)[4]

## Фотогалерея

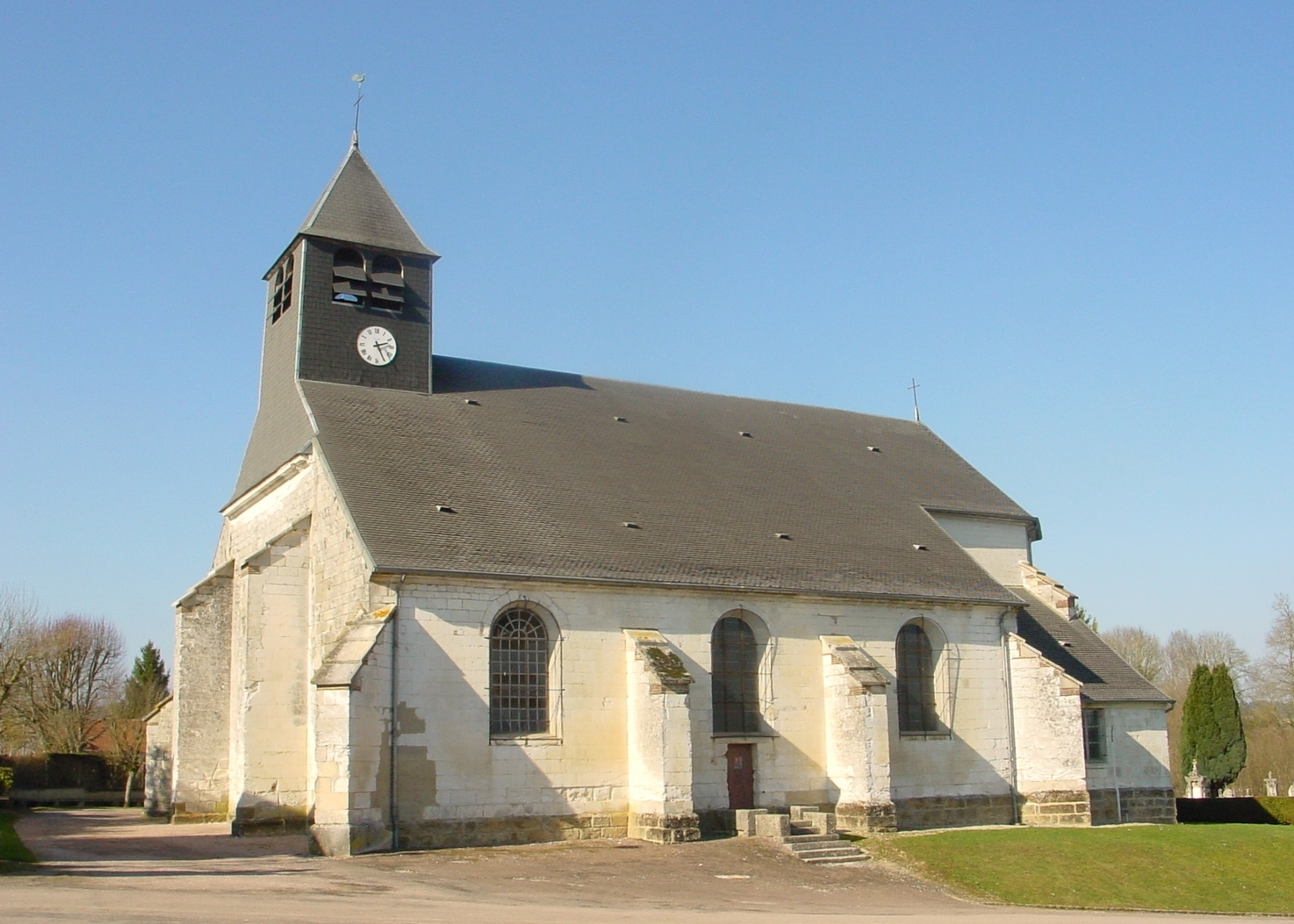
Церковь Сен-Себастьен
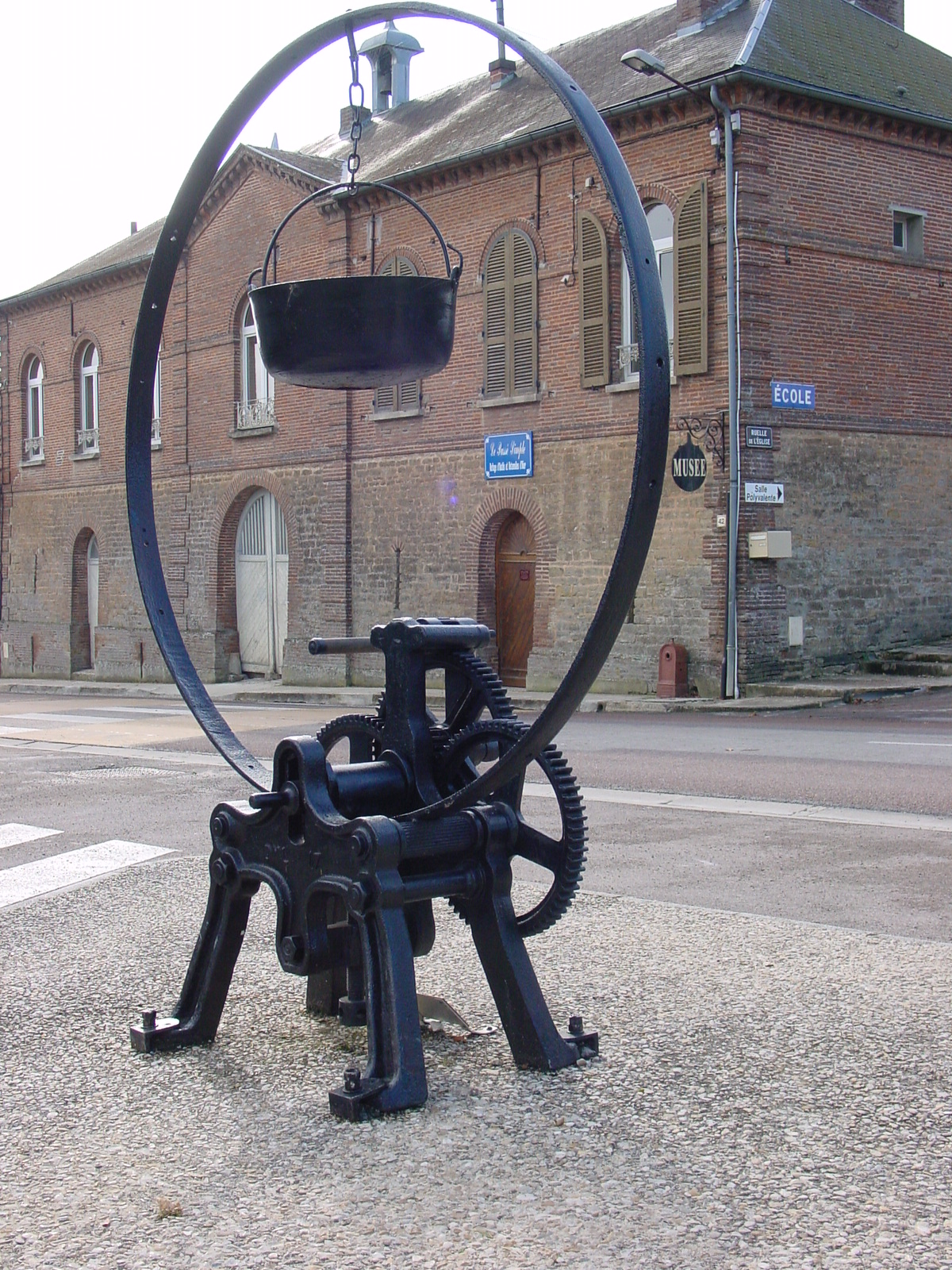
Музей старинных инструментов и приборов
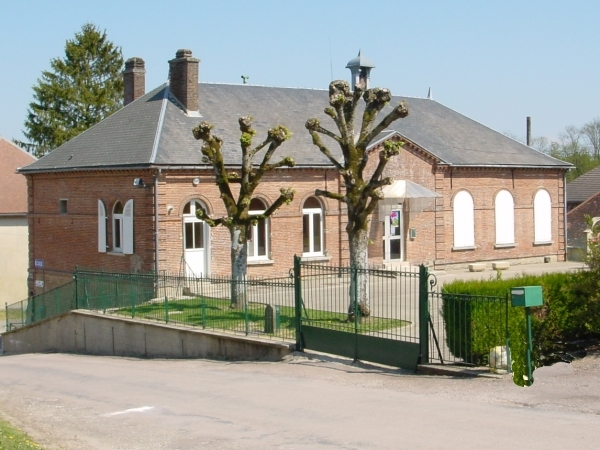
Бывшая начальная школа